# Dignano
Dignano é uma comuna italiana da região do Friuli-Venezia Giulia, província de Udine, com cerca de 2.326 habitantes. Estende-se por uma área de 27 km², tendo uma densidade populacional de 86 hab/km². Faz fronteira com Coseano, Flaibano, Rive d'Arcano, San Daniele del Friuli, San Giorgio della Richinvelda (PN), Spilimbergo (PN).

## Demografia
| Variação demográfica do município entre 1861 e 2011                               |
|                                                                                   |
| Fonte: Istituto Nazionale di Statistica (ISTAT) - Elaboração gráfica da Wikipedia |